# Лауринайтис, Ионас Ионович
Ионас Ионович Лауринайтис — советский хозяйственный, государственный и политический деятель.

## Биография
Родился в 1900 году в Виленской губернии. Член КПСС с 1945 года.
С 1918 года — на хозяйственной, общественной и политической работе. В 1918—1966 гг. — учитель начальной школы, практикант опытной сельскохозяйственной станции, народный комиссар местной промышленности Литовской ССР, на руководящей советской работе, постоянны представитель Совета Министров Литовской ССР при Совете Министров ССР, заместитель председателя СМ Литовской ССР, председатель Государственного планового комитета СМ Литовской ССР, директор Литовского республиканского научно-исследовательского института сельского хозяйства.
Избирался депутатом Верховного Совета СССР 5-го созыва.
Умер после 1966 года.